# Suntech Power
Suntech Power is een Chinese producent van zonnepanelen, gevestigd in Wuxi, Jiangsu. In het begin van de 21e eeuw speelde het bedrijf een belangrijke rol bij de wereldwijde opkomst van zonne-energie.

## Geschiedenis
Suntech werd in 2000 opgericht door de tot Australiër genaturaliseerde zonneceltechnoloog Shi Zhengrong. Het startkapitaal werd beschikbaar gesteld door de lokale overheid. Shi had in Australië gewerkt met Martin Green van de University of New South Wales, waar de onderzoekers gedurende de jaren 80 en 90 van de 20e eeuw steeds efficiëntere zonnecellen ontwikkelden. 
Met de zonnecellen die Suntech produceerde begon het een trend die snel veel navolging kreeg en zowel de Chinese als wereldwijde energiemarkt onherkenbaar veranderde. In korte tijd groeide Suntech uit tot een multinational met vestigingen in Australië, Japan, Noord-Amerika en Europa. In 2005 volgde een beursgang in de New York Stock Exchange. De waarde van het bedrijf vertienvoudigde binnen een paar jaar, wat van Shi een miljardair en (voor korte tijd) de rijkste man van China maakte. 
Suntech heeft de wereldwijde overgang van fossiele brandstoffen naar zonne-energie sterk gestimuleerd, maar het succes van het bedrijf zelf was van korte duur. Door de snelle expansie van de productie raakte de wereldwijde markt rond 2012 overspoeld met zonnecellen, zodat de prijs kelderde en het bedrijf in financiële problemen kwam. Toen bij een intern onderzoek bleek dat er niet-bestaande Duitse staatsobligaties waren gebruikt om een bankroet af te wenden werd Shi uit zijn positie als CEO ontheven.